# Elizabeth Ann Nalley
Elizabeth Ann Nalley   (Catron, 8 de juliol de 1942) és una química, professora de Química en la Cameron University de Lawton, Oklahoma.
Pertany al departament de Ciències Físiques de la Universitat de Cameron on imparteix classes de química general, química orgànica i química analítica. Les seves recerques s'han centrat en estudis d'isomeria, reaccions d'alquens, estudis de modelatge molecular i anàlisis químiques de productes naturals (àloe vera).

## Estudis i vida laboral
Va obtenir la seva llicenciatura en enginyeria química en la Northeastern State University de Tahlequah, Oklahoma en 1965, i un màster en química analítica per l'Oklahoma State University en 1969 i, finalment, es va doctorar en radioquímica per la Texas Women's University en 1975. La seva carrera com a professora de química va començar fins i tot abans que finalitzés la seva llicenciatura amb un període com a professora de química en Muskogee Central High School de 1964 a 1965. En 1969, es va adscriure a la Cameron University com professora, on ha estat catedràtica des de 1978. De fet, ella ha estat la primera dona que ha exercit el càrrec de catedràtica en aquesta universitat.

## Càrrecs i distincions
Nalley va ser presidenta de la Societat Química Americana en 2006. Ella ha exercit durant 21 anys un lloc en el comitè de directors de Phi Kappa Phi i va ser presidenta entre 1995 i 1998. En 1996 va aconseguir el premi Henry Hill de la Societat Química Americana. En 2005 va aconseguir el premi Iota Sigma Pi a l'Excel·lència professional.

## Publicacions
És autora o coautora dels següents llibres.
- O̲-alkylbenzohydroximoyl halides: photochemical isomerization and alkoxide substitution reactions. 1975.
- Mechanism of an acid-catalyzed geometric isomerization about a carbon-nitrogen double bond. 1982.

També ha publicat nombrosos articles en diferents revistes científiques.